# Graf Zeppelin
För andra betydelser, se Graf Zeppelin (olika betydelser).
Graf Zeppelin ("Greve Zeppelin") var ett aldrig färdigställt tyskt hangarfartyg under andra världskriget som var döpt efter greve Ferdinand von Zeppelin. Det var det första skeppet i den planerade Graf Zeppelin-klassen.

## Historik
Byggandet av Graf Zeppelin (Flugzeugträger A) påbörjades 1936 i Kiel. 1938 sjösattes skrovet och det var tänkt att hon skulle vara färdigbyggd i slutet av 1940. I april 1940 stoppades dock allt arbete på tyska ytfartyg och alla varv ställdes in på att bygga ubåtar istället. Graf Zeppelin flyttades till Gotenhafen (dagens Gdynia) och kanonerna monterades bort och skickades till det ockuperade Norge för att användas som kustartilleri. 1942 återupptogs arbetet på Graf Zeppelin igen, samtidigt som man började konvertera en rad passagerarfartyg till hangarfartyg. Det var tänkt att Graf Zeppelin skulle baseras i Fættenfjorden i Trondheim. Denna gång planerade man att Graf Zeppelin skulle stå klar vintern 1943 men efter det misslyckade slaget om Barents hav i december 1942 stoppades återigen allt arbete på tyska flottans ytfartyg. Graf Zeppelin var då till 80 % färdigbyggd. Ännu en gång monterades kanonerna bort och skickades till Norge och Ryssland som kustartilleri (de norska kanonerna var i bruk i norsk tjänst ända fram till 1990-talet). I april 1943 överfördes skeppet till Stettin (dagens Szczecin) och vid krigsslutet sänktes Graf Zeppelin i hamnen av sin egen besättning i ett försök att hindra att de sovjetiska styrkorna erövrade henne.
Graf Zeppelins slutliga öde förutom att hon tagits över av Sovjetunionen var länge oklart. En teori var att hon på väg till sovjetisk hamn gick på en mina och sjönk, en annan att hennes däck lastats med så mycket krigsbyte att hon kapsejsade och sjönk. Efter att nya ryska uppgifter blivit tillgängliga efter kalla krigets slut har det dock framkommit att Graf Zeppelin lyftes från botten av Stettins hamn under våren 1946 och döptes om till IA-101 ("Flytande bas 101"). I strid med gällande avtal med de allierade försökte den sovjetiska flottan reparera IA-101. Då detta inte lät sig göras sänktes hon som övningsmål i Östersjön i augusti 1947 .
Den 16 augusti 1947 sänktes fartyget som ett målskepp utanför Swinemünde. Graf Zeppelin sjönk efter att ha erhållit 24 bomb- och torpedträffar, inklusive två 1000 kg flygbomber. En av dess placerades inne i skorstenen; när den detonerades förstördes skorstenen ända upp till det översta däcket, men överbyggnaderna förblev intakta. Två 500 kg bomber, tre 250 kg och fem 100 kg bomber plus fyra 180 mm 92 kg artillerigranater användes sedan på fartyget. Alla dessa laddningar placerades på flygdäcket och hangardäcket. Sex träningsflygbomber släppta av störtbombare och två 533 mm torpeder från torpedbåten OE-503 samt jagaren Slavniy avfyrades mot fartyget. Den sista torpedträffen visade sig vara det skott som beseglade hangarfartygets slutliga öde. Graf Zeppelin sjönk 23 minuter efter den sista träffen.

## Upptäckt under 2006
Den 12 juli 2006 hittas ett 265 m långt vrak utanför den polska hamnstaden Łeba (55 km norr om Władysławowo enligt BBC) av ett fartyg tillhörande det polska oljeföretaget Petrobaltic. Detta vrak ansågs sannolikt vara Graf Zeppelin. Två veckor senare påbörjade besättningen på ORP Arctowski att undersöka vraket för att fastställa dess identitet och följande dag bekräftade den polska flottan att vraket verkligen var Graf Zeppelin.

### Flygplan
Graf Zeppelin hade plats för ca 42 flygplan, en blandning av speciellt modifierade Messerschmitt Me 109T jaktplan och Junkers Ju 87 störtbombare. Från början var det även tänkt att för ändamålet byggda torpedbombare Fieseler Fi 167 skulle ingå i lasten men dessa planer skrinlades 1940. Planen skulle förvaras i två hangarer under flygdäcket och föras upp med tre hissar. För att starta planen skulle man använda två tryckluftsdrivna katapulter, katapulterna var 20,58 m långa och kunde accelerera ett plan upp till 142 km/h på 1,2 sekunder. En egenhet med katapulterna var att planet lyftes upp i en vagga på katapulten.